# Monument (Colorado)
Pour les articles homonymes, voir Monument (homonymie).
Monument est une ville du comté d'El Paso, dans l'État du Colorado, aux États-Unis.
D'abord appelée Henry Station, la ville est renommée Monument en référence à des formations rocheuses situées à proximité.

## Démographie
| 1880 | 1890 | 1900 | 1910 | 1920 | 1930 |
| ---- | ---- | ---- | ---- | ---- | ---- |
| 125  | 177  | 156  | 149  | 192  | 192  |

| 1940 | 1950 | 1960 | 1970 | 1980 | 1990  |
| ---- | ---- | ---- | ---- | ---- | ----- |
| 175  | 126  | 204  | 393  | 690  | 1 020 |

| 2000  | 2010  | - | - | - | - |
| ----- | ----- | - | - | - | - |
| 1 971 | 5 530 | - | - | - | - |

Selon le recensement de 2010, Monument compte 5 530 habitants. La municipalité s'étend sur 4,88 milles carrés (12,64 km2).